# دردار قراصي الأوراق
دردار قراصي الأوراق (الاسم العلمي:Ulmus urticifolia) هو نوع نباتي يتبع جنس الدردار من فصيلة الدردارية.